# Клухорський перевал

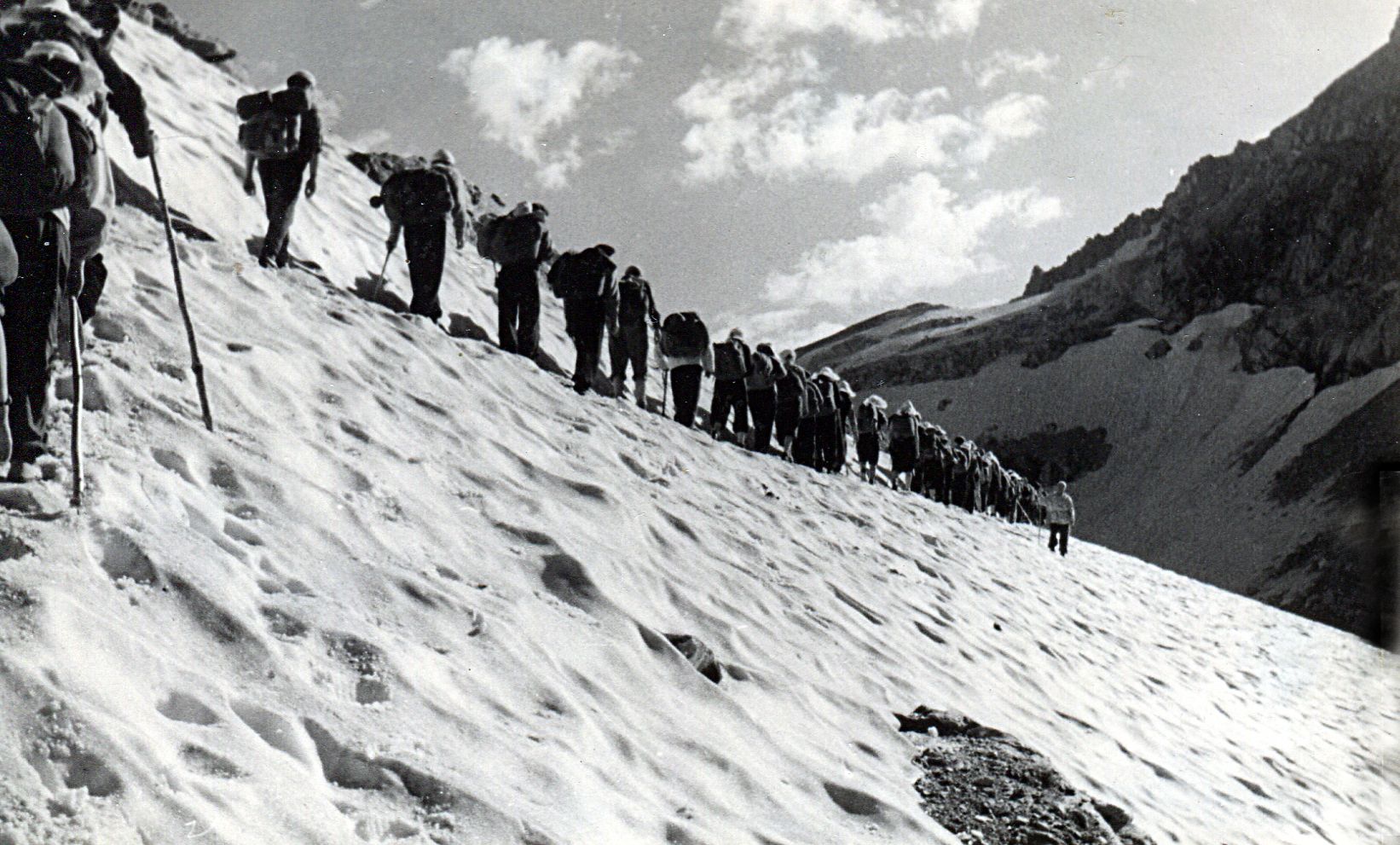
Клухорський перевал

Клухорський перевал — гірський перевал через Головний Кавказький хребет. Знаходиться між верхів'ями рік Теберди і Кодорі. Висота 2781 м. Геологічна будова перевалу складена протерозойськими і нижньопалеозойськими кристалічними сланцями і гранітоїдами. В околицях перевалу існує альпійський ландшафт. Поруч розташоване озеро Клухорі. Через перевал проходить Воєнно-Сухумська дорога. Можливість руху суттєво залежить від погоди. Взимку часті снігові замети.